# Dubrovîțea, Kamin-Kașîrskîi
Dubrovîțea (în ucraineană Дубровиця) este un sat în comuna Vîdrîci din raionul Kamin-Kașîrskîi, regiunea Volînia, Ucraina.

## Demografie
Componența lingvistică a localității Dubrovîțea
     Ucraineană (99,72%)
     Alte limbi (0,28%)
Conform recensământului din 2001, majoritatea populației localității Dubrovîțea era vorbitoare de ucraineană (99,72%), existând în minoritate și vorbitori de alte limbi.